# Alan Badel
Alan Badel, all'anagrafe Alan Fernand Badel (Manchester, 11 settembre 1923 – Chichester, 19 marzo 1982), è stato un attore britannico.

## Biografia
Badel studiò alla Burnage High School e prestò servizio in Francia e Germania durante la seconda guerra mondiale, partecipando come paracadutista allo sbarco in Normandia. Nel 1947 fu congedato dal servizio militare, durante il quale aveva parzialmente perso l'udito per un'esplosione, e tornò alla sua carriera di attore.
Grazie agli studi presso la Royal Academy of Dramatic Art, ottenne numerose parti classiche e moderne nel teatro di repertorio, tra cui nell'Amleto e nel ruolo di Romeo in Romeo e Giulietta all'Old Vic, al fianco di Claire Bloom. La voce gradevole e la forte presenza scenica gli permisero di affermarsi anche nel cinema e alla televisione. Ottenne il primo ruolo importante sul grande schermo nel film Salomè (1953) con Rita Hayworth, nel quale interpretò la parte di Giovanni Battista, in una versione in cui la storia fu modificata per rendere Salomè una cristiana convertita che balla per Erode allo scopo di salvare Giovanni piuttosto che condannarlo a morte. Interpretò anche il musicista Richard Wagner in Fuoco magico (1955), un film biografico sul compositore. Nel 1963 interpretò i ruoli drammatici del produttore Karl Denny nel film Bitter Harvest, e del corrotto direttore di un'associazione sportiva in Io sono un campione di Lindsay Anderson. Fu inoltre protagonista con Vivien Merchant di una versione televisiva del dramma L'amante di Harold Pinter. L'anno successivo fu Edmond Dantès in un adattamento televisivo della BBC de Il conte di Montecristo di Alexandre Dumas.
Tra gli altri ruoli cinematografici di Badel, da ricordare quello di Najim Beshraavi, il villain che indossa gli occhiali da sole nel film Arabesque (1966) con Gregory Peck e Sophia Loren. Interpretò inoltre il ministro degli Interni francese in Il giorno dello sciacallo (1973), un thriller politico sul tentato omicidio del presidente Charles de Gaulle. Uno dei suoi ultimi ruoli fu quello del barone Nicolas de Gunzburg nel film biografico Nijinsky (1980) di Herbert Ross. Partecipò infine a un adattamento televisivo per la BBC del dramma La donna in bianco (1982) di Wilkie Collins, in cui interpretò il ruolo del conte Fosco, e che fu trasmesso postumo.
Sposato dal 1942 con l'attrice Yvonne Owen, dalla quale ebbe una figlia, Sarah (divenuta attrice), Alan Badel morì nel 1982 per un attacco di cuore a Chichester, all'età di 58 anni.

## Filmografia parziale

### Cinema
- Salomè (Salome), regia di William Dieterle (1953)
- Lo stravagante Mister Morris (Will Any Gentleman...?), regia di Michael Anderson (1953)
- Tre casi di assassinio (Three Cases of Murder), regia di David Eady, George More O'Ferrall (1955)
- Fuoco magico (Magic Fire), regia di William Dieterle (1955)
- Io sono un campione (This Sporting Life), regia di Lindsay Anderson (1963)
- Bitter Harvest, regia di Peter Graham Scott (1963)
- La stirpe dei dannati (Children of the Damned), regia di Anton Leader (1964)
- Arabesque, regia di Stanley Donen (1966)
- L'incredibile affare Kopcenko (Otley), regia di Dick Clement (1969)
- Dov'è Jack? (Where's Jack?), regia di James Clavell (1969)
- L'ultimo avventuriero (The Adventurers), regia di Lewis Gilbert (1970)
- Il giorno dello sciacallo (The Day of the Jackal), regia di Fred Zinnemann (1973)
- Telefon, regia di Don Siegel (1977)
- Il tocco della medusa (The Medusa Touch), regia di Jack Gold (1978)
- Forza 10 da Navarone (Force 10 from Navarone), regia di Guy Hamilton (1978)
- Il segreto di Agatha Christie (Agatha), regia di Michael Apted (1979)
- L'enigma dei banchi di sabbia (The Riddle of the Sands), regia di Tony Maylam (1979)
- Nijinsky, regia di Herbert Ross (1980)

### Televisione
- Shōgun - miniserie TV, 5 episodi (1980)
- BBC Play of the Month, serie TV, 5 episodi (1966-1982)

## Doppiatori italiani
- Giuseppe Rinaldi in Salomè
- Stefano Sibaldi in Io sono un campione
- Sergio Graziani in La stirpe dei dannati
- Renato Turi in Arabesque
- Dario Penne in Il giorno dello sciacallo
- Antonio Guidi in Telefon
- Oreste Lionello in Forza 10 da Navarone